# Marimerobius sukatchevae
Marimerobius sukatchevae is een fossiele soort schietmot uit de familie Protomeropidae.